# Stadio Santiago Bernabéu
Lo stadio Santiago Bernabéu è uno stadio calcistico spagnolo di Madrid. Di proprietà del Real Madrid Club de Fútbol, ospita gli incontri casalinghi della sua prima squadra dal 1947. 
Ideato dall'architetto José María Castell, l'impianto fu inaugurato il 14 dicembre 1947 come Nuevo Estadio Chamartín, prima di assumere la denominazione attuale il 4 gennaio 1955 in onore di Santiago Bernabéu, storico giocatore e presidente del Real Madrid. Con 78 297 posti a sedere è il secondo stadio più capiente di Spagna dopo il Camp Nou di Barcellona. Nello stadio sono presenti ristoranti, il negozio ufficiale e il museo del club.
Ha ospitato quattro finali della Coppa dei Campioni/UEFA Champions League (1956-1957, 1968-1969, 1979-1980, 2009-2010), la finale di ritorno della Coppa UEFA 1984-1985 e d'andata della Coppa UEFA 1985-1986, la finale di spareggio della Coppa Intercontinentale 1964, la finale di ritorno della Coppa Libertadores 2018, due finali della Coppa Latina e le finali del campionato europeo di calcio 1964 e del campionato mondiale di calcio 1982, diventando in questo caso il primo stadio in Europa a essere sede sia di una finale di un campionato d'Europa che di un campionato del mondo.

## Storia

### Progettazione e inaugurazione
Il 22 giugno 1944 il Banco Mercantil e Industrial concesse un prestito a Santiago Bernabéu e a Rafael Salgado per acquisire i terreni confinanti al vecchio Stadio Chamartín. Il 5 settembre 1944 nel Palazzo del Circolo delle Belle Arti venne scelto il plastico degli architetti Manuel Muñoz Monetary e Luis Alemany Soler come struttura per dare forma allo stadio. Il 27 ottobre 1944 furono benedetti i terreni e venne posta la prima pietra.
Lo stadio fu inaugurato il 14 dicembre 1947 con una partita tra il Real Madrid Club de Fútbol e i portoghesi del Belenenses, venendo battezzato come Nuevo Estadio Chamartín. L'impianto aveva una capacità di 75 145 spettatori, dei quali 27 465 a sedere (7 125 coperti) e 47 500 in piedi (2 000 coperti). Sabino Barinaga fu il primo a realizzare un gol nel nuovo stadio nella partita inaugurale che terminò 3-1 a favore del Real Madrid. In questo decennio il Real vinse la Coppa del Generalissimo (1946 e 1947).

### I lavori degli anni cinquanta
La prima grande rimodellazione dell'impianto avvenne nel 1954. Il 19 giugno venne inaugurato lo stadio che poteva accogliere 125 000 spettatori. In questo modo lo stadio madridista diventava il secondo in Europa per capienza dietro allo Stadio di Wembley.

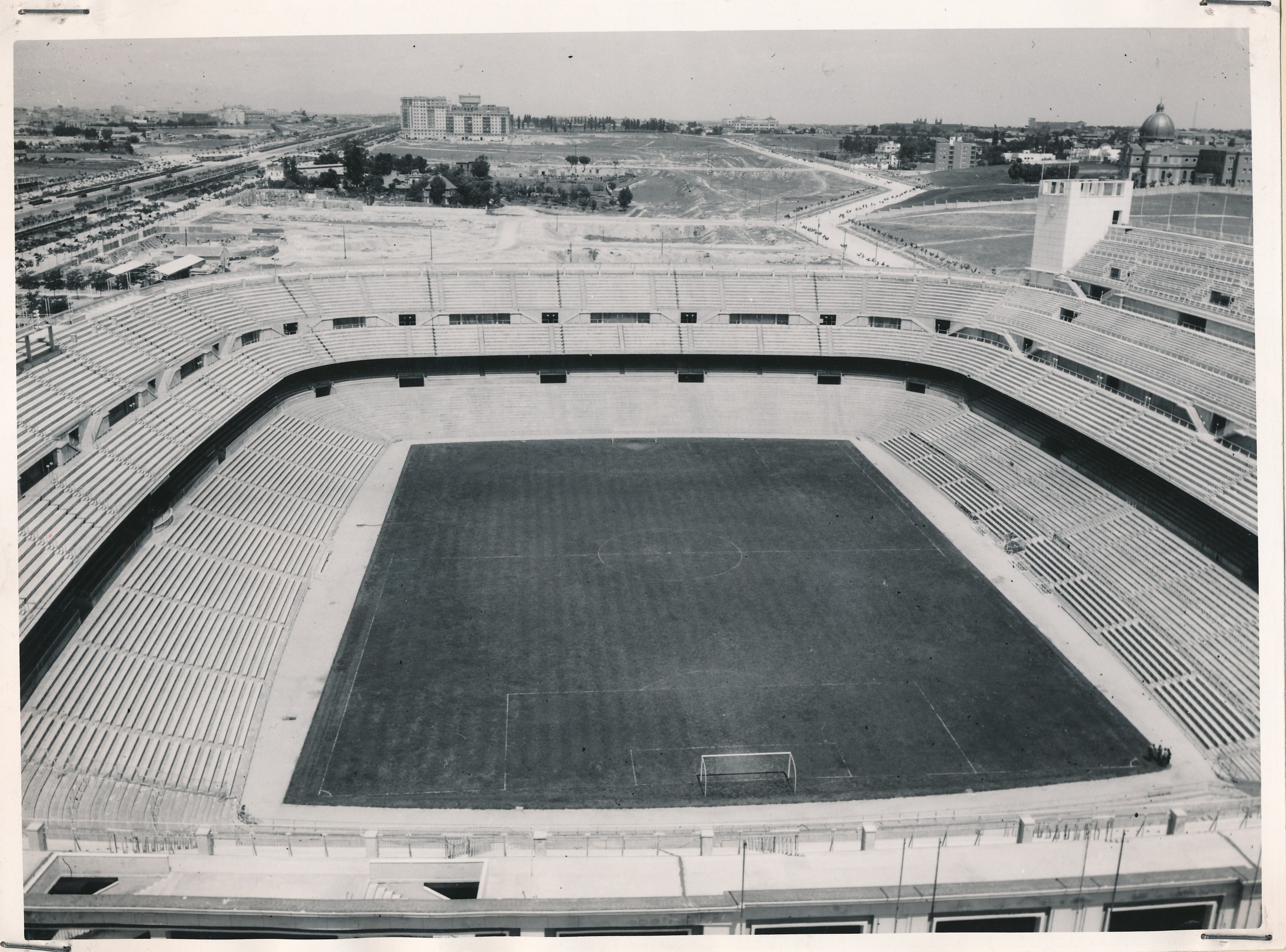
Lo stadio nel 1955

Il 4 gennaio 1955, dopo l'Assemblea Generale dei Soci, venne deciso che lo stadio venisse intitolato a Santiago Bernabéu, presidente del club e artefice dell'impianto. Nel maggio del 1957 venne inaugurata l'illuminazione elettrica in una partita contro la compagine brasiliana dello Sport Recife.

### La ristrutturazione degli anni ottanta
Nel 1982 la Spagna fu scelta come sede del campionato mondiale di calcio, e per il Bernabeu fu progettato un grosso ammodernamento per poter ospitare le partite più importanti. Il lavoro fu affidato agli architetti Luis e Rafael Alemany e a Manuel Salinas. L'opera durò sedici mesi ed ebbe un costo di 704000000 ₧, di cui 530 versati dalla città di Madrid.
Furono apportate varie migliorie, anche per il fatto che la FIFA stabilì che la metà dei posti dovessero essere a sedere, e un terzo di questi coperti. Per questa ragione venne costruita una tribuna per coprire il perimetro del primo e del secondo anello, esclusa la zona nella tribuna Est. In questo modo la capienza dello stadio fu ridotta da 125 000 a 90 800 spettatori, dei quali 24 550 si trovavano sotto alla copertura. Venne anche rimodellata la facciata, vennero installati nuovi tabelloni elettronici nelle curve nord e sud, e vennero ristrutturate la tribuna stampa, gli spogliatoi, gli accessi e le zone annesse.

### I lavori degli anni novanta
A metà degli anni ottanta l'UEFA introdusse nuove norme di sicurezza per l'aumento della violenza negli stadi europei, e per questo gli stadi dovevano essere dotati di accessi indipendenti per le diverse tifoserie, oltre all'installazione di posti a sedere per tutti gli spettatori. La necessità di compensare la diminuzione degli spettatori a causa della sostituzione dei posti in piedi con quelli a sedere, comportò agli inizi degli anni novanta una grossa rimodellazione del Santiago Bernabéu. La giunta direttiva di Ramón Mendoza affidò il progetto all'impresa Ginés y Navarro Construcciones, S.A.
I lavori iniziarono il 7 febbraio 1992 e si conclusero il 7 maggio 1994, con un costo finale di più di 5 miliardi di pesetas, innalzando di molto il debito del club, che ora non aveva più alcun aiuto istituzionale. L'opera comportò la creazione del terzo anello nella tribuna Ovest e nelle curve, addossandolo i nuovi settori alla costruzione esistente con moduli elevati da imponenti martinetti idraulici. Vennero creati in questo modo 20 200 nuovi posti, tutti a sedere, con un'inclinazione dell'87%, garantendo così una perfetta visualizzazione del terreno di gioco. Inoltre, per accedere al nuovo anello, all'esterno vennero erette quattro torri, ognuna dotata di scale centrali e di una rampa elicoidale. Con la nuova struttura, l'altezza dello stadio passò da 22 a 45 metri, e per questo nell'inverno due terzi del terreno di gioco rimangono nell'ombra, e quindi soggetti a deterioramento. Per questa ragione fu installata a 20 cm di profondità una rete di tubazioni in polipropilene lunga più di 30 km per la circolazione di acqua calda, evitando così il congelamento del manto erboso. Sempre per l'aumento dell'altezza delle tribune fu necessario potenziare l'impianto di illuminazione, e venne installata una protezione retrattile sulle coperture per proteggere gli spettatori in caso di pioggia. Dopo la rimodellazione, la capienza dello stadio era di 106 000 spettatori.
Nell'estate del 1998, sotto la presidenza di Lorenzo Sanz, l'Estadio Santiago Bernabéu fu dotato interamente di posti a sedere, e la capienza fu ridotta a 74 328 spettatori.

### La ristrutturazione degli anni duemila

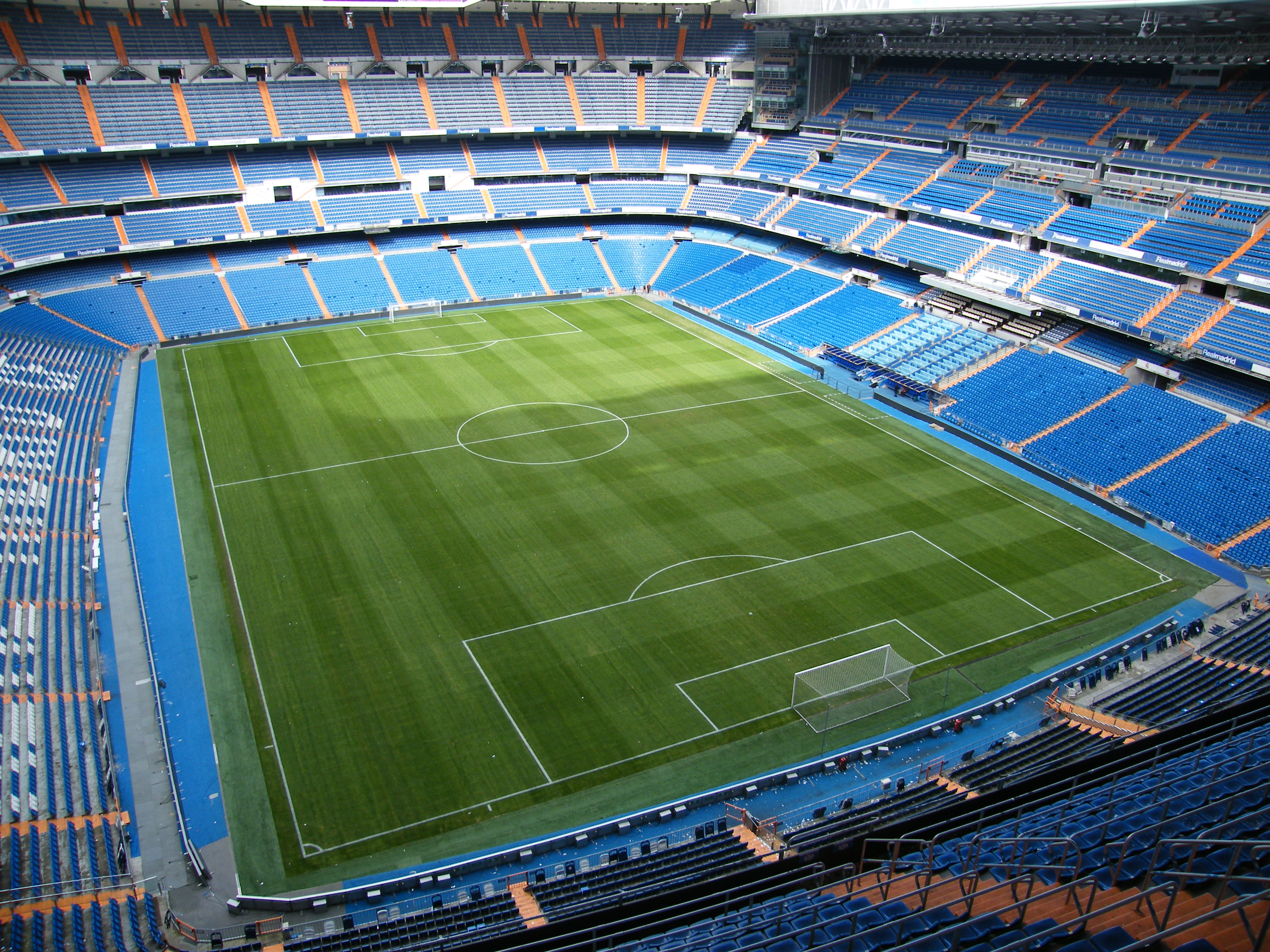
Vista interna dello stadio nel 2009.

Con l'arrivo di Florentino Pérez alla presidenza del Real Madrid, venne dato impulso al Plan Director del Estadio Santiago Bernabéu, con l'obiettivo di migliorare la comodità dello stadio e la qualità delle sue strutture, oltre a riportare la capienza ai livelli del passato. Per questo vennero investiti 127 milioni di euro in cinque anni (2001-2006), con varie migliorie tra cui l'ampliamento e la copertura della tribuna Est, la nuova facciata nella calle Padre Damián, nuovi spogliatoi, nuovi palchi e zone VIP, nuovo palco d'onore posto nella tribuna Est, nuova tribuna stampa anch'essa ubicata in tribuna Est, nuovo sistema audio, nuovi tabelloni video, nuova sala dei trofei, nuovi bar, la collocazione del riscaldamento nelle tribune, ascensori panoramici, nuovi ristoranti, scale mobili nelle torri d'accesso e la realizzazione dell'edificio multi-uso nella calle Padre Damián, che ospita il più grande negozio di una squadra calcistica e gli uffici del club. Dopo l'ampliamento della tribuna Est e la creazioni dei nuovi palchi, la capacità del Santiago Bernabéu fu portata a 80 354 spettatori, tutti a sedere.
Per ricavare maggiori introiti dalla struttura, fu creato il Tour del Bernabéu, dove i tifosi possono visitare tutti gli angoli dello stadio. Il 12 dicembre 2004, nel corso di un incontro tra il Real Madrid e la Real Sociedad, lo stadio fu fatto sgomberare per un falso allarme diffuso dall'ETA, dopo che il quotidiano Gara era stato informato della presenza di un ordigno esplosivo all'interno dell'impianto. L'evacuazione venne completata in otto minuti e fu un esempio di rapidità, ordine e civismo.
Nel 2006 il Bernabéu è diventato il primo stadio a controllo centralizzato del mondo. Il 4 febbraio 2007 il Santiago Bernabéu ha ospitato la millesima partita della Liga, ma le merengues non hanno potuto festeggiare l'evento dopo la sconfitta partita contro il Levante per 0-1. Infine, le ultime revisioni imposte il 24 ottobre 2007 della UEFA, per la partita di Champions League contro l'Olympiacos, servirono per poter classificare l'impianto come «stadio élite»: il 14 novembre, un mese prima della celebrazione del 60º anniversario dell'inaugurazione dello stadio, l'UEFA ha attribuito ufficialmente la denominazione di «stadio cinque stelle».

### I lavori degli anni duemiladieci

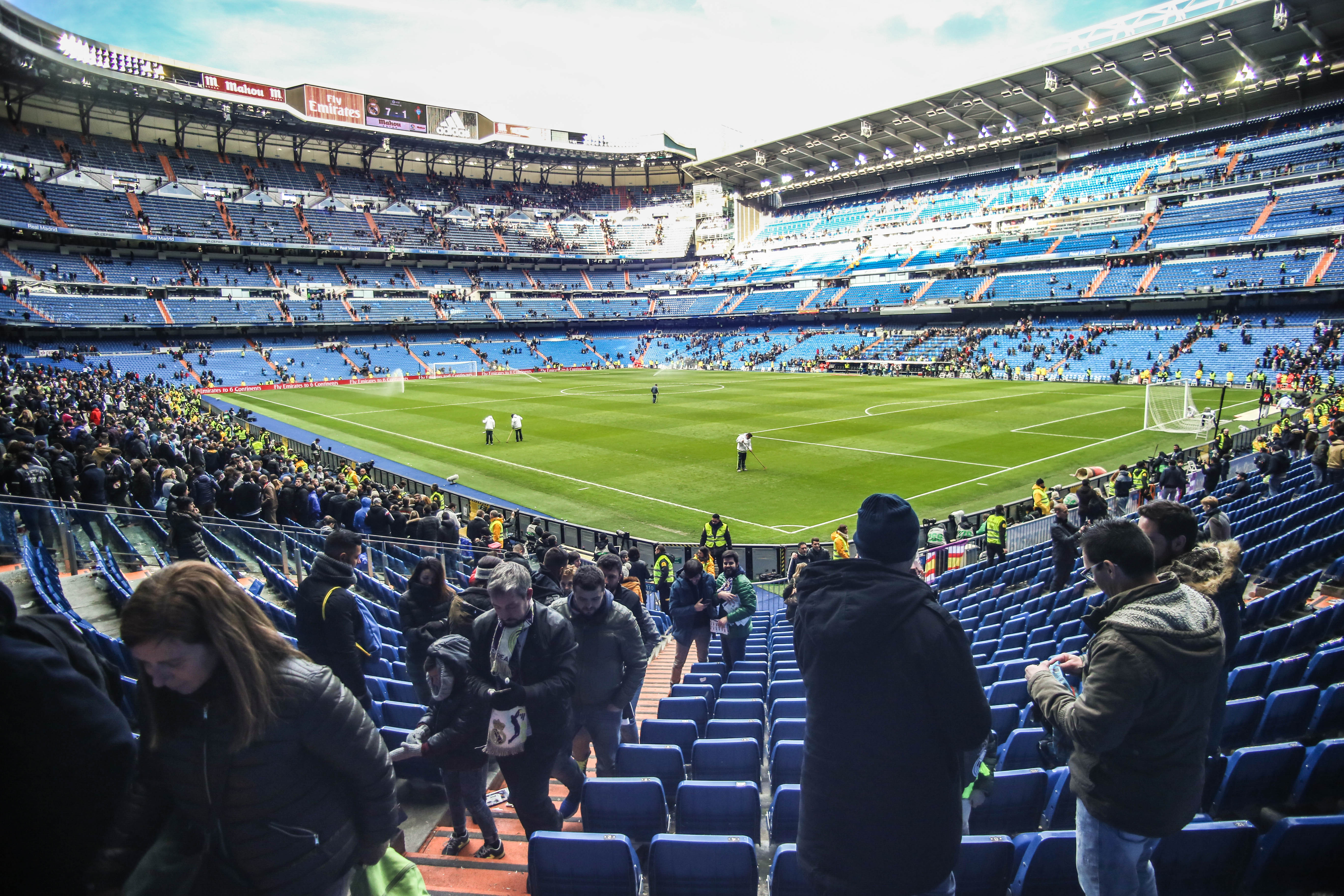
L'interno dell'impianto nel marzo 2016.

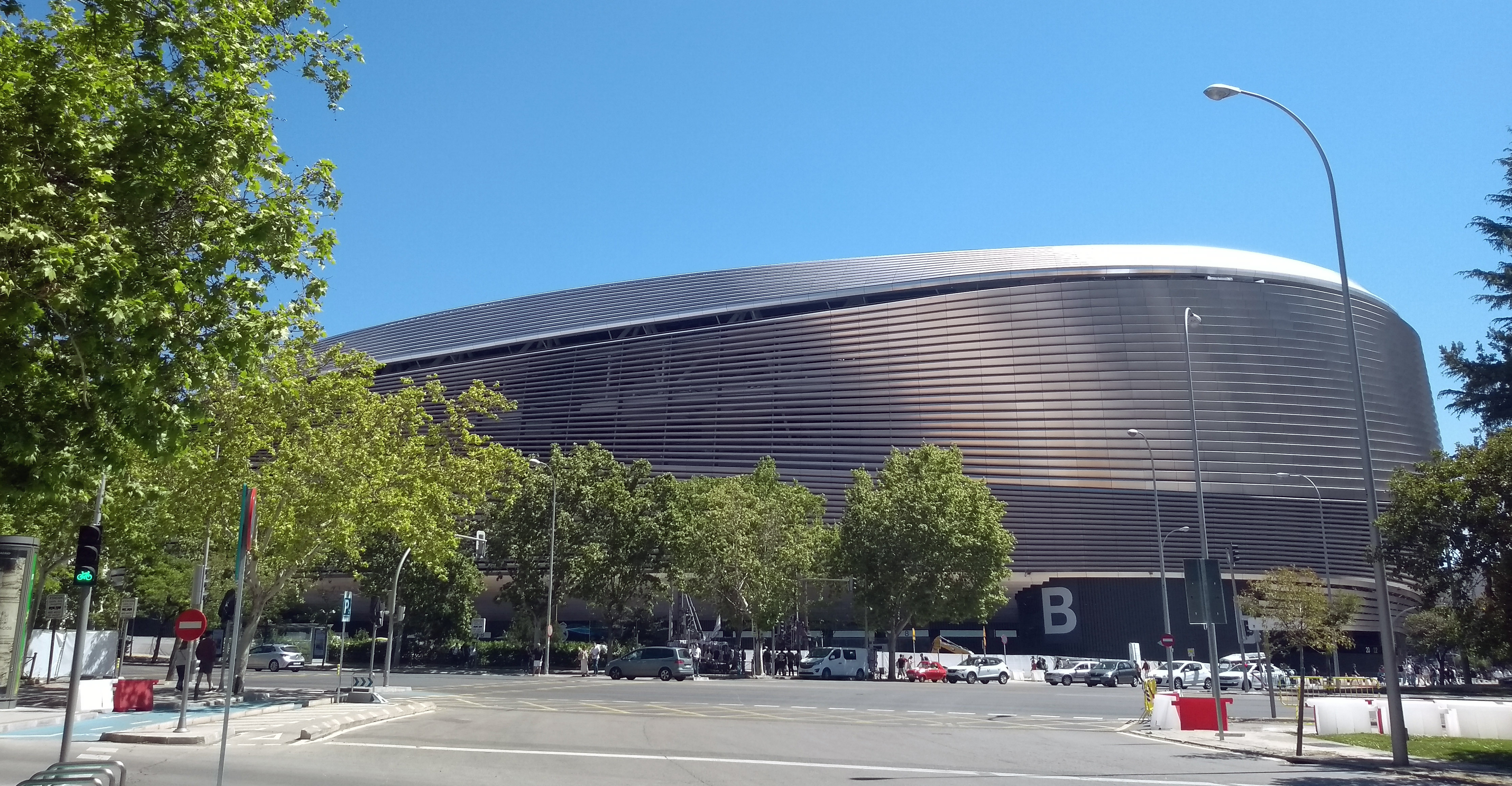
Esterno dello stadio nell'aprile 2024.

Il 12 settembre 2010 il presidente del Real Madrid, Florentino Pérez, nell'Assemblea Generale Ordinaria, ha promesso la creazione di "un sistema di copertura delle tribune» nell'impianto madridista. Il 3 maggio 2011, il giorno in cui fu disputato l'incontro di ritorno delle semifinali di Champions League tra il Real Madrid e il Barcellona, lo stadio fu oggetto di un attacco terroristico dell'ETA, senza però che ci siano stati danni umani o materiali.
Nell'estate del 2011 sono stati iniziati i lavori per l'ampliamento delle tribune del Primer Anfiteatro, grazie al quale si è avuto un aumento della capienza, passata a 81 044 spettatori. Nel giugno 2012 viene indetto un concorso di idee per la ristrutturazione dello stadio.
Il 7 ottobre 2012, durante l'annuale assemblea dei soci del Real Madrid, viene approvato il piano di ristrutturazione della facciata esterna e di ampliamento della capienza. La fase successiva è quella di scegliere il miglior progetto tra i quattro finalisti del concorso.
Il 31 gennaio 2014 Florentino Pérez, presidente del Real Madrid, ha presentato il progetto vincitore della ristrutturazione dello stadio Santiago Bernabeu, a firma di GMP Architekten con L35 Arquitectos e Ribas & Ribas. Pérez ha fatto sapere che la cifra dei lavori si attesterà intorno ai 400 milioni di euro e ha rivelato che fin dal suo arrivo alla presidenza sono stati investiti 208 milioni in varie migliorie allo stadio, a cui verranno aggiunti altri 200 per il centro sportivo di Valdebebas. Inoltre ha aggiunto che il nuovo stadio aumenterà del 30% i ricavi annui con il suo sfruttamento.
Nel luglio 2015 la superficie di gioco viene trasformata da erba completamente naturale ad erba ibrida denominata Mixto, un mix di erba naturale ed erba artificiale.
Nel 2019 è stata presentata ufficialmente la ristrutturazione dello stadio.

## Incontri di rilievo

### Europeo 1964
- Spagna 2-1 d.t.s.  Ungheria - (semifinale, 17 giugno);
- Spagna 2-1  Unione Sovietica - (finale, 21 giugno).

### Mondiale 1982
- Germania Ovest 0-0  Inghilterra - (seconda fase a gruppi - gruppo B, 29 giugno);
- Germania Ovest 2-1  Spagna - (seconda fase a gruppi - gruppo B, 2 luglio);
- Spagna 0-0  Inghilterra - (seconda fase a gruppi - gruppo B, 5 luglio);
- Italia 3-1  Germania Ovest - (finale, 11 luglio).

### Finali di Coppa dei Campioni/UEFA Champions League

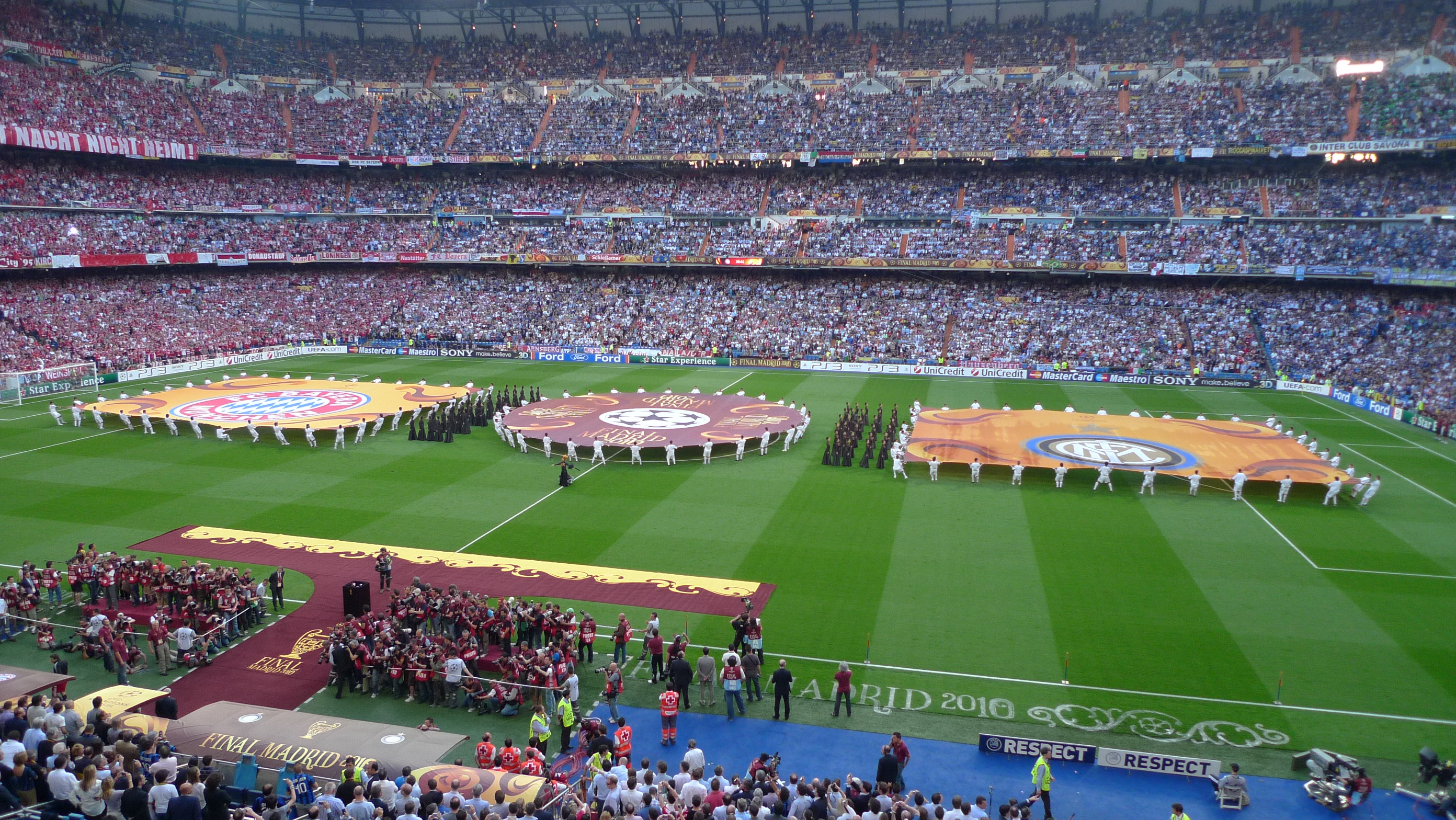
La cerimonia d'apertura della finale della UEFA Champions League 2009-2010, che vide contendersi il titolo l' e il

- Real Madrid 2-0  Fiorentina - (30 maggio 1957);
- Milan 4-1  Ajax - (28 maggio 1969);
- Nottingham Forest 1-0  Amburgo - (28 maggio 1980);
- Bayern Monaco 0-2  Inter - (22 maggio 2010).

### Finali di Coppa UEFA
- Real Madrid 0-1  Videoton - (ritorno, 22 maggio 1985);
- Real Madrid 5-1  Colonia - (andata, 30 aprile 1986).

### Finale di Coppa Intercontinentale
- Inter 1-0 d.t.s.  Independiente - (spareggio, 26 settembre 1964).

### Finali di Coppa Latina
- Barcellona 2-1  Sporting Lisbona - (3 luglio 1949);
- Real Madrid 1-0  Benfica - (23 giugno 1957).

### Finale di Coppa Libertadores
- River Plate 3-1 d.t.s.  Boca Juniors - (9 dicembre 2018)

## Trasporti
L'impianto è facilmente raggiungibile grazie ai mezzi pubblici. Nelle immediate vicinanze è presente l'omonima stazione della metropolitana, situata sulla linea 10 e inaugurata pochi giorni prima dell'inizio dei Mondiali del 1982.